# Principe de localité (physique)
Pour les articles homonymes, voir Localité.
En physique, le principe de localité, connu également sous le nom de principe de séparabilité, est un principe selon lequel des objets distants ne peuvent avoir une influence directe l'un sur l'autre ; un objet ne peut être influencé que par son environnement immédiat. Il a été remis en question dans le cadre de la physique quantique,.

## En relativité restreinte
Ce principe, issu de la relativité restreinte, a été précisé en ces termes par Albert Einstein :

« Il semble essentiel pour cette disposition des choses introduites en physique que ces dernières, à un moment donné, revendiquent une existence indépendante l’une de l’autre, dans la mesure où elles se trouvent dans différentes régions de l’espace. Sans l’hypothèse de l’existence mutuellement indépendante (de l’«être-ainsi») des choses séparées spatialement les unes des autres, hypothèse qui trouve son origine dans la pensée de tous les jours, la pensée physique qui nous est familière ne serait pas possible. On ne voit pas comment les lois physiques pourraient être formulées et vérifiées sans une telle séparation. »

## Remise en question par la physique quantique
Certaines interprétations de ce principe (« réalisme naïf ») ont été remises en question par la physique quantique, notamment par les phénomènes d'intrication quantique,. Toutefois la non-localité quantique ne remet pas en cause la relativité restreinte et n'implique pas l'existence de communications à distance plus rapides que la vitesse de la lumière. Les questions d'interprétation qu'elle pose ne sont pas encore toutes définitivement tranchées.
Les physiciens David Bohm et Basil Hiley estiment qu'il n'existe aucun bien-fondé aux objections au concept de non-localité. Répondant à ceux qui jugent que l'acceptation de la non-localité minerait la possibilité d'isoler et d'observer scientifiquement quelque objet que ce soit, Bohm et Hiley opposent le fait que, dans le monde macroscopique, cette science est possible, puisque les effets de non-localité, montrent-ils, ne sont pas significatifs : l'interprétation permet exactement le même degré de séparabilité des systèmes que ce qui est requis par le « type de travail scientifique qui est effectué dans les faits ». Accorder la théorie de la relativité restreinte avec la non-localité (voir Paradoxe EPR) est une autre question plus complexe, mais Bohm, comme John Stewart Bell, soulignera que ce n'est pas une transmission de signaux qui est en jeu dans la notion de non-localité.
Bohm et Hiley, comme Bell, voient dans le rejet de la non-localité des facteurs autres que scientifiques :
| John Bell : Présentation au CERN (1990). | Hiley et Bohm : Sur les objections au concept de non-localité. (1993) |
| --- | --- |
| [L]'idée même d'action à distance est très répugnante pour les physiciens. Si j'avais une heure pour le faire, je vous bombarderais de citations de Newton, d'Einstein, de Bohr et de tous les autres grands hommes, vous disant combien il est impensable que, en faisant quelque chose ici, nous pouvons changer une situation lointaine. Je pense que les pères fondateurs de la mécanique quantique n'avaient pas tellement besoin des arguments d'Einstein sur la nécessité qu'il n'y ait pas d'action à distance, parce qu'ils regardaient ailleurs. L'idée qu'il y ait soit déterminisme, soit action à distance, leur était si répugnante qu'ils détournèrent le regard. Eh bien, c'est la tradition, et nous devons apprendre, dans la vie, parfois, à apprendre de nouvelles traditions. Et il se pourrait bien que nous devions apprendre non pas tant à accepter l'action à distance, mais à accepter l'insuffisance de « pas d'action à distance ». | [Les objections à la non-localité] semblent être plus ou moins de l'ordre d'un préjugé qui s'est développé avec la science moderne. [...] Au début du développement de la science, il y eut un long combat pour se libérer de ce qui pourrait bien avoir été perçu comme des superstitions primitives et des notions magiques, où la non-localité était clairement une notion-clé. Peut-être reste-t-il une peur profondément enracinée que le simple fait de considérer l'idée de non-localité pourrait rouvrir les vannes qui nous protègent de ce qui est perçu comme des pensées irrationnelles tapies sous la surface de la culture moderne. Même si c'était le cas, ce ne serait pas un argument valable contre la non-localité. |

En 2015, une équipe menée par Ronald Hanson, de l’université de Delft aux Pays-Bas, a conçu et mené à bien une expérience de Bell sans faille. Les inégalités de Bell étant violées, l'expérience a confirmé la non-localité de l'espace-temps.
En mécanique quantique, l'expérience d'Aspect est la première expérience, dès le début des années 1980, prouvant la violation des inégalités de Bell, et amenant à s'interroger sur la signification du principe de localité au niveau quantique.